# Krieg der Welten (Fernsehserie)
Krieg der Welten ist eine auf den Roman Krieg der Welten von H. G. Wells basierende und von Paramount Television produzierte US-amerikanische Science-Fiction-Fernsehserie. Sie knüpft an die Handlung des Spielfilms Kampf der Welten von George Pal an.

## Handlung
Die Erde im Jahre 1988: vor 35 Jahren misslang eine Invasion von Marsianern – sie verstarben, kurz bevor sie die Erde vollständig unterwerfen konnten, an einer Viruserkrankung. Die Leichen der Invasoren wurden in Tanks aufbewahrt und regenerierten sich unbemerkt auf Grund eines atomaren Unfalls in einem unterirdischen Testgelände in Nevada. Den Marsianern gelingt es, sich der Körper der Terroristen zu bemächtigen, die den Unfall verursachten, um so endlich die Erde – unter der Leitung ihrer Anführer, den drei „Advokaten“ (in der zweiten Staffel der „Ewigen“) – zu erobern. Eine kleine Gruppe von Widerstandskämpfern stellt sich unter der Leitung von Dr. Blackwood den Invasoren.

## Ausstrahlung
In den USA wurde Krieg der Welten im freien amerikanischen Fernsehen zwischen Herbst 1988 und Sommer 1990 in zwei Staffeln erstausgestrahlt. Zum ersten Mal im deutschen Fernsehen war die Serie beim Privatsender ProSieben zu sehen, der die Serie komplett von Frühjahr bis Herbst 1992 ausstrahlte. Wiederholungen erfolgten 1995 bei ProSieben, 1996/97 bei kabel eins und 2009 bei Tele 5.

## Sonstiges
- Paramount Television hatte große Hoffnung in die Serie gesetzt. Dies äußerte sich besonders am hohen Werbeetat der veranschlagt wurde und daran, dass die Serie im Syndication-Markt nur zusammen mit der ein Jahr zuvor gestarteten Science-Fiction-Serie Raumschiff Enterprise: Das nächste Jahrhundert erworben werden konnte.
- Die erste Staffel konnte kaum beim Publikum überzeugen, dennoch wurde ihr eine zweite Chance gegeben. Unter der Leitung von Frank Mancuso Jr., Produzent der Serie Erben des Fluchs, begann man das Konzept aufzufrischen und tauschte einige Stammschauspieler aus. Zudem erhielt sie den Titel War of the worlds: The second Invasion.
- Die außerirdischen Invasoren erhielten in der zweiten Staffel einen Namen – fortan wurden sie Morthrens genannt.
- Ann Robinson, Gastdarstellerin in einer der ersten Folgen, verkörperte bereits in Kampf der Welten die Rolle der Sylvia van Buren. In der Serie stellt sie die Stiefmutter von Dr. Blackwood dar.
- Weitere Gastschauspieler sind u. a.: Patrick Macnee (Mit Schirm, Charme und Melone), John Colicos (Kampfstern Galactica) und Greg Morris (Kobra, übernehmen Sie)

## Veröffentlichungen
In Deutschland erschienen einige Folgen (unter der Regie von Mark Sobel) als Zusammenschnitt auf den drei VHS-Videokassetten Krieg der Welten – Die Invasion, Krieg der Welten – Die Offensive und Krieg der Welten – Die Apokalypse, welche jeweils ab 18 Jahren freigegeben wurden. Die zwei Staffeln der Serie sind in Deutschland auch auf DVD erhältlich, wobei hier die Altersfreigabe mit 16 Jahren festgelegt worden ist.